# ダヴィド・ジェマリ
ダヴィド・ジェマリ（داوود جمالي、David Jemmali, 1974年12月13日- ）は、フランス・トゥールーズ出身の元チュニジア代表サッカー選手。現役時代のポジションはDF。

## 経歴

### クラブ
ASカンヌでキャリアをスタートさせた後FCジロンダン・ボルドーに移籍しディヴィジオン・アン優勝を経験した。ボルドーに11年間所属した後の2008年、グルノーブル・フット38に移籍した。

### 代表
2006年、31歳にしてチュニジア代表に初招集を受け、セルビア・モンテネグロ代表戦でデビューし、同年に開催されたドイツW杯にも出場。

## 代表歴

### 出場大会
- チュニジア代表
  - 2006 FIFAワールドカップ

### 試合数
- 国際Aマッチ 10試合 0得点（2006年-2007年）[1]

| チュニジア代表 | 国際Aマッチ | 国際Aマッチ |
| 年             | 出場        | 得点        |
| -------------- | ----------- | ----------- |
| 2006           | 5           | 0           |
| 2007           | 5           | 0           |
| 通算           | 10          | 0           |

## タイトル
ボルドー
- ディヴィジオン・アン : 1998-99
- クープ・ドゥ・ラ・リーグ : 2002, 2007